# Letters to Juliet
Letters to Juliet è un film del 2010 diretto da Gary Winick (alla sua ultima regia prima della morte) con Amanda Seyfried e Vanessa Redgrave.
Il film è tratto dal romanzo Lettere a Giulietta di Lise e Ceil Friedman, ed è stato distribuito negli Stati Uniti il 14 maggio 2010 e in Italia il 25 agosto dello stesso anno.

## Trama
New York. La giovane Sophie Hall lavora come verifica-fatti presso la redazione della rivista The New Yorker, ma il suo sogno è diventare una giornalista. Insieme al fidanzato Victor, uno chef in procinto di aprire un ristorante, parte per Verona per una sorta di luna di miele anticipata, ma a causa del lavoro di Victor, in cerca di fornitori, i due passano poco tempo insieme. Visitando l'attrazione più famosa della città, la casa di Giulietta, dove donne da tutto il mondo lasciano lettere per i loro problemi d'amore, Sophie conosce le cosiddette "segretarie di Giulietta", quattro donne (Isabella, Francesca, Donatella e Maria) che raccolgono le lettere, alle quali poi rispondono. Affiancandole nel loro lavoro, Sophie trova una lettera nascosta nel muro della loggia, scritta cinquant'anni prima da una donna inglese di nome Claire Smith, e decide di risponderle. 
Pochi giorni dopo Claire, ormai nonna, si presenta insieme all'affascinante nipote Charlie. La donna racconta che da giovane studiava in Italia e conobbe un ragazzo, Lorenzo Bartolini, di cui si innamorò. I due dovevano fuggire insieme, ma lei ebbe paura e decise di tornare dalla sua famiglia, e ora vuole ritrovare Lorenzo per chiedergli scusa. Charlie tuttavia è contrario, sia perché pensa che la ricerca potrebbe non portare a niente, sia perché è molto legato alla memoria del nonno e non vuole offenderlo. Sophie, vedendo questa storia come un'occasione per essere presa sul serio come giornalista, decide di accompagnare i due, nonostante l'astio di Charlie nei suoi confronti in quanto la ritiene responsabile di quello che definisce un "viaggio della follia". 
Poiché nell'elenco risultano molti Lorenzo Bartolini, la ricerca si rivela lunga e allo stesso tempo comica e i tre ne approfittano per conoscersi meglio. Si scopre così che Sophie ha vissuto solo col padre in quanto la madre l'abbandonò a nove anni, mentre Charlie ha perso i suoi genitori in un incidente ed è stato cresciuto dai nonni (spiegando così l'attaccamento che prova verso di loro); inoltre, ha avuto una ex di nome Patricia. I due iniziano a legare, ma la ricerca si conclude quando uno dei Lorenzo della lista si scopre essere morto. Inizialmente arrabbiato con Sophie, Charlie la incolpa del dolore causato a sua nonna, ma poi capisce il suo errore e le chiede scusa, finché i due non finiscono per baciarsi sotto le stelle, creando una situazione di imbarazzo. 
Il giorno dopo il trio, in viaggio verso Verona, si ferma presso un vigneto dove Claire vede un ragazzo identico a Lorenzo da giovane. Si scopre che la vigna appartiene proprio a Lorenzo, che rimane piacevolmente sorpreso nel vedere Claire, e vede ciò come un segno del destino dato che sono entrambi vedovi. Nel frattempo Sophie, combattuta tra la relazione con Victor e i nuovi sentimenti per Charlie, decide di tornare a Verona. Claire, avendo capito ciò che sta succedendo tra i due, sprona il nipote a seguirla e a non lasciarla andare come fece lei con Lorenzo, ma arrivato a Verona Charlie vede Sophie con Victor e decide di rinunciare.
Tornata a New York, Sophie fa leggere l'articolo sulla sua esperienza a Verona al suo capo, il quale decide di darle una possibilità come giornalista. Poco tempo dopo la ragazza riceve l'invito al matrimonio di Claire e Lorenzo: avendo capito che lei e Victor ormai non si amano più, Sophie lo lascia e ritorna in Italia per le nozze. Qui incontra di nuovo Charlie, al quale vorrebbe rivelare i suoi sentimenti, ma scopre tristemente che è in compagnia di Patricia. Durante il ricevimento, Claire legge agli ospiti la lettera scritta da Sophie, nella quale la ragazza la invitava a non rinunciare all'amore. Sophie, colpita dalle sue stesse parole, decide di andarsene in quanto soffre troppo a non poter stare con Charlie. Tuttavia, in una scena in stile Romeo e Giulietta in cui Sophie confessa a Charlie che lo ama, si scopre che la Patricia al matrimonio è una cugina e non la sua ex, e anche Charlie le rivela di essersi innamorato di lei. I due, a seguito della caduta del ragazzo dal balcone, si baciano sul prato, osservati da Lorenzo, Claire e il resto degli invitati accorsi.

## Incassi
Nel primo weekend d'apertura, in patria, il film ha guadagnato 13 540 486 di dollari, piazzandosi alla terza posizione, dietro a Iron Man 2 e Robin Hood. Nel secondo weekend i guadagni sono scesi a 9 006 266 di dollari. Ad oggi il film ha guadagnato più di 61 milioni di dollari in tutto il mondo.

## Critica
Il film è stato duramente criticato in America e in Italia per la superficialità della storia, rielaborazione della tragedia di Shakespeare in chiave agrodolce,  per la scarsa recitazione dei protagonisti. Apprezzate sono state le scenografie della Toscana e di Verona, tuttavia la critica ha bollato la sceneggiatura che ritrae gli italiani con i tipici stereotipi del bel giovane che mangia solo e che pensa solo a preparare ottimi piatti, che ascolta musica classica, e che parla dialetto napoletano, pur essendo il film ambientato in Veneto e in Toscana.

## Produzione
Le riprese sono state effettuate tra New York e l'Italia nell'estate 2009. Le location principali italiane sono state la provincia di Verona, Siena (dove la maggior parte delle scene sono state girate nel paese e nei residence vicino a Vagliagli) e il Lago di Garda.
Per far sì che le riprese si svolgessero senza l'afflusso dei turisti che avrebbero rallentato il regolare lavoro scenico, l'attrazione turistica più famosa di Verona, la loggia di Giulietta, fu chiusa al pubblico per ben due giorni.
Nella versione italiana Angelo Infanti venne doppiato da Michele Gammino in quanto l'attore laziale morì improvvisamente per un attacco cardiaco a 71 anni.

## Colonna sonora
La canzone che si sente nel trailer ufficiale del film è Love Story di Taylor Swift.

### Tracce
1. You Got Me (scritta da Colbie Caillat e John Shanks) - Colbie Caillat
2. Chianti Country (composta da Reg Tilsley)
3. Verona (scritta da Andy Georges) - Andy Georges
4. Un giorno così (scritta da Max Pezzali) - 883
5. Per avere te (scritta da Romano Rizzati e Sergio Tocci) - Franco Morselli
6. Quando quando quando (scritta da Tony Renis e Alberto Testa) - Laura Jane e Chris Mann
7. Variations On A Theme By Mozart (Magic Flute) Op. 9 (composta da Fernando Sor e arrangiata da Jim Long)
8. Sospesa (scritta da Ferdinando Arnò e Luigi de Crescenzo) - Malika Ayane e Pacifico
9. Per dimenticare (scritta da Matteo Maffucci, Thomas De Gasperi, Enrico Ciarallo e Danilo Paoni) - Zero Assoluto
10. Sono bugiarda (I'm A Believer) (scritta da Neil Diamond) - Caterina Caselli
11. Guarda che luna (scritta da Gualtiero Malgoni) - Fred Buscaglione
12. Love Story (scritta da Taylor Swift) - Taylor Swift
13. What If (scritta da Colbie Caillat, Rick Nowels e Jason Reeves) - Colbie Caillat

## Curiosità
- La Redgrave e Nero ebbero davvero una relazione in gioventù, quando si conobbero sul set del film Camelot: ne nacque un figlio, Carlo, ma la storia ben presto finì. Dopo molti anni, nel 2006, i due si sposarono, in segreto: la notizia uscì solo nel 2009 durante un'intervista di lei alla radio britannica.